# Danse lori

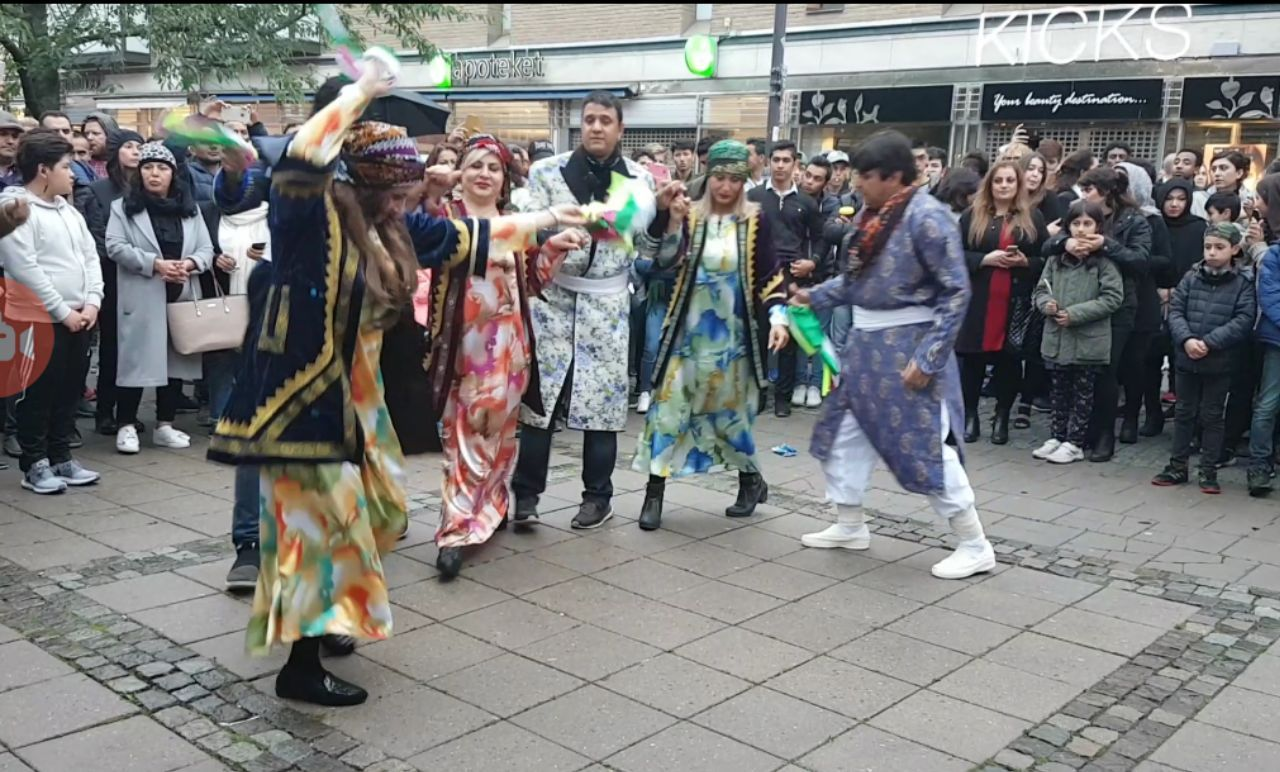
Danse de Čupi par les Lors Feyli en Suède

Les danses lori incluent une gamme de danses folkloriques populaires parmi différents groupes de personnes lors qui se sont formés, développés et transférés au cours des générations suivantes. Ils incluent généralement des caractéristiques communes des danses iraniennes. 
Les danses collectives et le quadrille, l'arrangement circulaire (cercle de danse) et les vêtements colorés,.

## Histoire
En raison des objets découverts et des fouilles archéologiques des zones habitées lori comme Kozagaran, TepeGiyan, TepeMusiyan, CheghaMish et Kul-e Farah, il est évident que l'histoire de la danse est antérieure aux migrations ariennes vers le plateau iranien,.

## Styles de danse

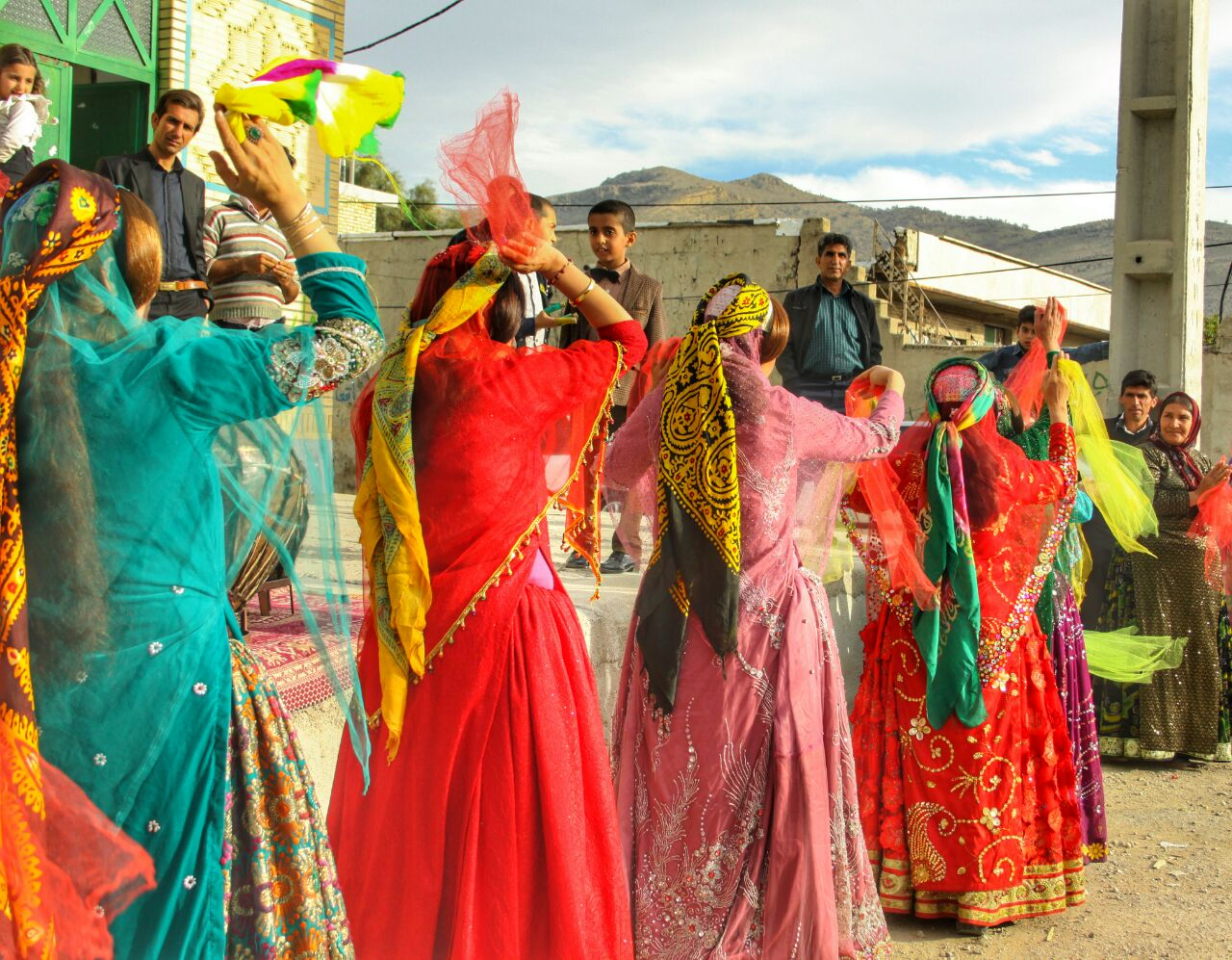
Danseurs au mouchoir lors d'une cérémonie de mariage, Mamasani, Iran.

Il existe plusieurs styles de danse communs aux zones habitées par les Lors. Le style de danse lori le plus répandu est la danse de mouchoir Čupi effectuée lors de mariages et fêtes. Cette danse, accompagnée de musique tochmal, est exécutée de manière graduelle, débutant avec un rythme lent SanginSamâ, puis enchaînant sur le Seh-pâ (trois pas) puis le Do-Pâ (deux pas), la forme la plus rapide. La danse du bâton (Čubâzi ou Tarka-bâzi) qui est un jeu s'apparentant à un art martial et ayant généralement lieu en prélude d'un mariage.